# مجموعة أحادية
في الرياضيات، مجموعة أحادية أو مجموعة وحيدة العنصر (بالإنجليزية: Singleton) هي مجموعة يساوي عدد عناصرها واحدًا. على سبيل المثال، المجموعة {0} هي مجموعة وحيدة العنصر.